# Bahía de Babitonga
La bahía de Babitonga (en portugués: Baía da Babitonga, que en lengua indígena significa murciélago) es una bahía en la costa brasileña en el océano Atlántico Sur. Es una bahía interior que se encuentra en la desembocadura del río Palmital, y que está protegida del océano por la gran isla de São Francisco do Sul. La bahía también comunica con el océano a través del canal do Linguado. En sus riberas se han desarrollado dos grandes ciudades: Joinville y la isla de San Francisco del Sur.
La bahía de Babitonga ha estado habitada desde hace más de 3.000 años por cazadores y recolectores de conchales. En los siglos XV y XVI se produjo la ocupación de la bahía por los tupí-guaraníes. Estos grupos se resistieron a la colonización portuguesa, aunque a causa de la esclavitud, las guerras y las enfermedades, desaparecieron antes del siglo XVII.
Es una zona muy turística, siendo frecuentada por sus playas. Además, aquí se encuentra el archipiélago das Graças formado por 24 islas.